# Simulium cangshanense
Simulium cangshanense är en tvåvingeart som beskrevs av Xue 1993. Simulium cangshanense ingår i släktet Simulium och familjen knott.
Artens utbredningsområde är Yunnan (Kina). Inga underarter finns listade i Catalogue of Life.